# Seven Points
Seven Points – miasto w Stanach Zjednoczonych, w stanie Teksas, w hrabstwie Kaufman.